# Ultraljud (graviditet)

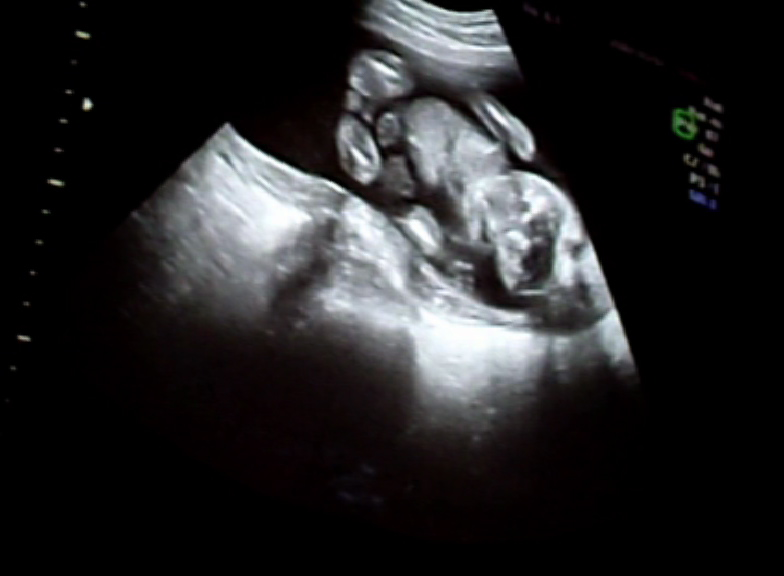
Foster sett med hjälp av ultraljud.

Ultraljud vid graviditet är en typ av diagnostiskt ultraljud (sonografi).
Ultraljud kan dels användas diagnostiskt för att fastställa en graviditet, dels som en del i fosterdiagnostik samt dels för att diagnostisera och följa graviditetskomplikationer.
Den vanligaste ultraljudsundersökningen är den så kallade rutinultraljudsundersökningen som alla gravida kvinnor i Sverige erbjuds att göra i mitten på andra trimestern, vanligtvis vecka 18-20. Dess syfte är främst att fastställa graviditetens längd, antal foster samt moderkakans läge. Dessutom kan den ge information om eventuella missbildningar hos fostret och dess kön. Rutinultraljudsundersökning av graviditet är mycket vanligt i de flesta västländer.
Graviditetens längd fastställs genom att mäta fostrets huvud mellan tinningarna (biparietaldiameter) samt längden på fostrets lårben (femur). När graviditetens längd är fastställd kan förväntat förlossningsdatum beräknas. Denna typ av ultraljudsundersökning görs rutinmässigt i Sverige och är populär i västvärlden.
KUB-test, som företas för att bedöma riskerna för Downs syndrom, innefattar en ultraljudsundersökning. Vid denna ultraljudsundersökning mäter man djupet av en vätskespalt under fostrets nackskinn – en så kallad nackuppklarningsmätning (NUPP).
Ultraljud kan användas för att bestämma barnets kön. Under tidigt 1980-tal i Kina när Kinas regering införde enbarnspolitiken ville de kinesiska myndigheterna även förbättra hälsovården och som del i denna förbättring började man med portabla ultraljudsmaskiner till de mest isolerade byarna vilket gav gravida kvinnor god kunskap om barnets kön vilket har lett till ett ökat antal aborter av flickfoster.

## Historia
Studier kring användning av medicinskt ultraljud som diagnostiskt hjälpmedel hade påbörjats senast 1949. År 1958 publicerade en forskargrupp ledd av Ian Donald i Glasgow en artikel i Lancet om användning av ultraljud inom gynekologi och obstetrik, inklusive graviditetsultraljud.